# La Paz (Paraguai)
La Paz é uma cidade do Paraguai, Departamento Itapúa.

## Transporte
O município de La Paz é servido pelas seguintes rodovias:
- Caminho em terra ligando a cidade ao município de Jesús.
- Caminho em pavimento ligando a cidade de Carmen del Paraná ao município de Pirapó.
- Caminho em pavimento ligando a cidade ao município de Nueva Alborada [1][2][3]